# Grand Dieu, nous te bénissons

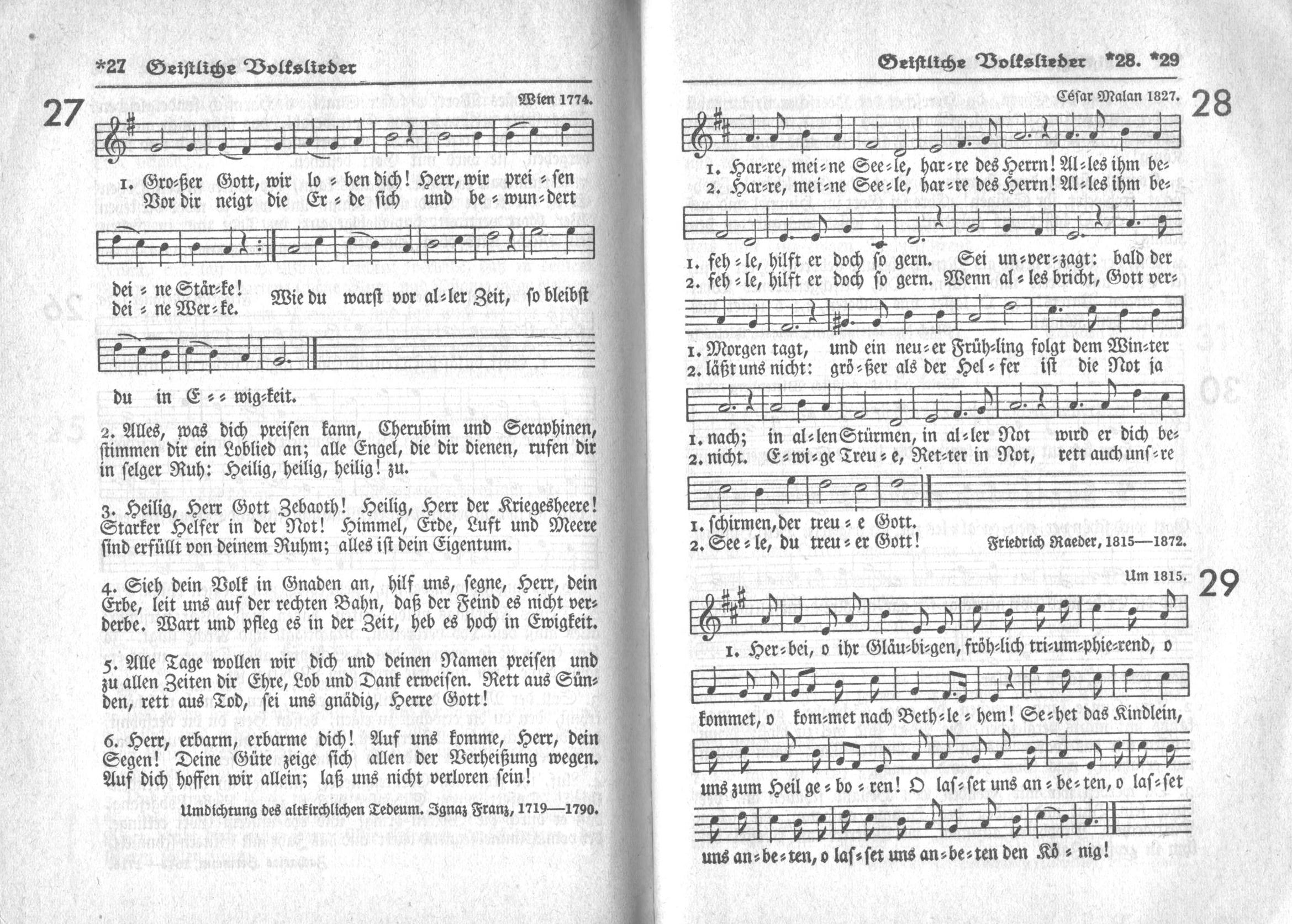
Partition.

Grand Dieu, nous te bénissons est un chant religieux chrétien, sur des paroles composées originellement en allemand par le prêtre catholique Ignaz Franz (de). En France et en Suisse, c'est historiquement l'un cantique assez fréquemment utilisé dans les cérémonies des communautés protestantes.

## Historique
Pour un article plus général, voir Te Deum.
La Réforme calviniste supprima l'hymne latin du Te Deum au XVIe siècle alors que l'Église anglicane le maintint, mais pour un temps en langue vulgaire. Celui-ci fut finalement réintroduit dans les Églises de Suisse romande à la suite des modifications de la liturgie initiées par Jean-Frédéric Ostervald au début du XVIIIe siècle et s'imposa ensuite sous la forme du cantique Grand Dieu, nous te bénissons, inspiré de la version allemande qu’en donne Ignaz Franz en 1768  (Großer Gott, wir loben dich).
En France, ce cantique est interprété par les chrétiens évangéliques en 1845, ainsi que durant le service religieux du Temple-Neuf à Strasbourg le 15 août 1855, jour considéré comme une fête nationale sous le Second-Empire, ainsi qu'à l'occasion de l'Exposition universelle de 1878, organisée à Paris.

## Texte
Selon le recueil de cantiques chrétiens publié par la société évangélique belge en 1847, ce cantique composé de cinq strophes et de quatre refrains commence par ses quatre vers.
Grand Dieu nous te bénissons,

Nous célébrons tes louanges !

Éternel nous t'exaltons,

De concert avec les anges,
C'est ce même texte qui est mis en musique en 1817 par le compositeur allemand Peter Ritter (1763 - 1846).

## Évocation
Évoqué et cité dans la Revue d'histoire et de philosophie religieuses par Jan Milic Lochamn en 1982, l'historien des sciences tchèque Emanuel Rádl (en) (1873-1942) considère ce cantique comme une manifestation de puissance chez les croyants en faisant ce commentaire :
«  Je suis saisi par un saint enthousiasme que j'ai connu enfant dans une église pleine de gens en habits de fête — et tous chantaient jusqu'à ce que les murs et les vitres tremblent de pieux respect Grand Dieu, nous te bénissons »

## Mélodie
Heinrich Bone (de), 1852:
Gotteslob No. 380